# Bolesław Piasecki

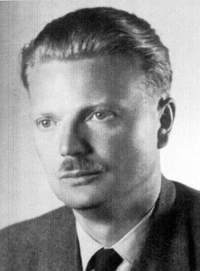
Bolesław Piasecki

Bolesław Bogdan Piasecki (Łódź, 18 februari 1915-Warschau, 1 januari 1979) was een Pools politicus, publicist en rooms-katholiek activist. Hij was openlijk antisemiet.p. 15 en pass.p. 50v
Piasecki, afkomstig uit de lage adelp. 14, studeerde rechten aan de Universiteit van Warschau.p. 15 In 1934 was hij medeoprichter van de fascistische Nationaal-Radicalen-Falanga.p. 20 In die tijd was Piasecki sterk beïnvloed door Francisco Franco en diens ideeën. Een andere inspiratiebron was de Italiaanse dictator Benito Mussolini.p. 42 Vóór de Tweede Wereldoorlog zat hij enige keren gevangen (onder andere in een strafkamp) vanwege zijn politieke activiteiten.pp. 21-25 In 1937 kwam het tot een treffen tussen de Falanga en leden van de Joodse socialistische partij, de Bund.
Na de bezetting van West-Polen door de nazi's in 1939, sloot Piasecki zich aan bij het verzet.p. 25 Hij werd gearresteerd en werd van 1939 tot 1941 gevangen gehouden door de Gestapo.p. 27 Na zijn vrijlating richtte hij de nationalistische verzetsbeweging Konfederacja Narodu (Confederatie van het Volk) op. Deze verzetsgroep ging de gewapende strijd aan met de Duitsers. In 1944 sloot de Konfederacja Narodu zich aan bij het Poolse Binnenlandse Leger AK (1944). In 1944 werd hij door de NKVD (Russische inlichtingendienst) opgepakt, maar werd in 1945 door de Russen vrijgelaten nadat zij een "deal" hadden gesloten.pp. 28-31 Piasecki kreeg toestemming om de Beweging van Progressieve Katholieken op te richten die nauw met de Russen en Poolse communisten samenwerkte. Omdat hij onder de bevel van de NKVD (later de KGB) stond kon hij een machtsbasis opbouwen in Polen. Naast zijn functie als voorzitter van de Beweging van Progressieve Katholieken werd hij manager van de katholieke krant Dzis i Jutro (Vandaag en Morgen). De Beweging van Progressieve Katholieken wijzigde in 1952 haar naam in PAX-Groep.pp. 36vv Piasecki werd voorzitter van het hoofdbestuur.
In 1956 verloor Piasecki een deel van zijn macht nadat hij tijdens de Poolse Oktober van dat jaar, de kant van de Stalinistische leider Bolesław Bierut had gekozen, die in dat jaar na een hevige machtsstrijd door Władysław Gomułka werd vervangen. Onder Gomułka mochten, naast de PAX-Groep, nog andere rooms-katholieke groepen worden gevormd.pp. 45-47 Piasecki's PAX-Groep bleef echter bestaan en in de jaren '60 wist hij een deel van zijn macht te herwinnen.
In 1956 werd Piasecki lid van het presidium van Nationaal Front en in 1965 werd hij voor de PAX-Groep in het parlement (Sejm) gekozen. In 1971 werd Piasecki in de Staatsraad gekozen.pp. 52-53
Ten tijde van de antisemitische campagne, koos Piasecki de kant van Partizanen-fractie (een groep met antisemitische ideeën) binnen de PZPR (communistische partij) en ging hij een alliantie aan met generaal Mieczysław Moczar.pp. 142vv
In januari 1957 werd de zoon van Bolesław Piasecki, de 16-jarige Bogdan Piasecki, door onbekenden gegijzeld. Hij werd later vermoord teruggevonden. Zijn lichaam was ernstig verminkt.pp. 11-17

## Verwijzingen
- Biblioteca Nacional de España: XX5439612
- Bibliothèque nationale de France: cb123177343 (data)
- Gemeinsame Normdatei: 119195801
- International Standard Name Identifier: 0000 0000 9179 6358
- Library of Congress Control Number: n82082726
- Nationale Bibliotheek van Tsjechië: js2016912747
- Nationale Bibliotheek van Israël: 987007279278805171
- Nederlandse Thesaurus van Auteursnamen: 131587161
- Système universitaire de documentation: 100941028
- Virtual International Authority File: 79414165
- WorldCat: E39PBJB8pgFtJ8YCYR3mRFyDbd